# 秘魯鯷
秘魯鯷（学名：Engraulis ringens）為鯷屬的一種鱼类，分布於東南太平洋區的秘魯海域，棲息深度3-80公尺，本魚體細長，吻部突出，背部亮藍色或綠色，腹部銀白色，體側具一條銀色條紋，隨年齡成長而逐漸消失，體長可達20公分，棲息沿海、河口，會進行洄游，以浮游生物為食，是世界上最重要的经济鱼类之一。

## 擴展閱讀
維基物種上的相關：秘魯鯷